# Cliffortia longifolia
Cliffortia longifolia är en rosväxtart som först beskrevs av Christian Friedrich Frederik Ecklon och Zeyh., och fick sitt nu gällande namn av August Henning Weimarck. Cliffortia longifolia ingår i släktet Cliffortia och familjen rosväxter. Inga underarter finns listade i Catalogue of Life.